# Евлоев, Зялимхан Султанхамидович
Зялимха́н Султанхами́дович Евло́ев (род. 4 июня 1963) — российский государственный и политический деятель, Председатель Правительства Республики Ингушетия (с 9 сентября 2018 года по 8 сентября 2019 года).

## Биография
Родился в селе Яндырка (Назрановский район).
В 1982—1984 гг. служил в рядах Советской Армии.
В 1984—1991 гг. служил в милиции. В 1990-х гг. занимался предпринимательской деятельностью. Выпускник Московской академии экономики и права (специальность — юрист).
В 2003 году назначен на должность первого заместителя Руководителя Администрации Президента Республики Ингушетия.
В 2016 году избран на должность Председателя Народного Собрания Ингушетии (до 2018 г.).
В 2018 году назначен на должность Председателя Правительства Республики Ингушетия.
В сентябре 2019 года указом Главы Республики Ингушетия снят с должности Председателя Правительства.